# Peter Flanagan (Rugbyspieler, 1941)
Peter J. Flanagan (* 22. Januar 1941 in Hull; † 8. Januar 2007 ebenda) war ein englischer Rugby-League-Spieler. Der Hakler spielte 1960–1975 für die Rovers und den FC seiner Heimatstadt in der Rugby League Championship, zwischen 1962 und 1970 war er zudem Nationalspieler für England und Großbritannien; er gehörte zum britischen Kader für die Rugby-League-Weltmeisterschaft 1968.

## Verein
1960 wechselte Peter Flanagan vom Craven Street Youth Club ins Profilager zu den Hull Kingston Rovers. Bei den Rovers wurde er eine wichtige Pfeiler bei der Entwicklung zu einem konkurrenzfähigen Team in den 1960er Jahren. Mit ihm als Hooker erreichten die Rovers 1964 das Challenge-Cup- sowie 1968 das Meisterschafts-Endspiel, verloren aber beide; 1969 und 1970 gewann der Club mit ihm jedoch den Yorkshire Cup. Insgesamt spielte Flanagan 414-mal für die Rovers, in der ewigen Rekordliste die viertmeisten Einsätze, bevor er den Club 1973 nach 14 Jahren und 56 erzielten Versuchen verließ. Er spielte als Amateur weiter Rugby für die Hull Dockers, wurde aber, als sich deren Stammhooker verletzte, 1975 vom Hull FC erneut als Profi unter Vertrag genommen. In den wenigen Monaten beim Hull FC spielte er wichtige Rolle für das Erreichen des Finales der Player’s No.6 Trophy, beendete seine Karriere danach aber endgültig.

## Nationalmannschaft
Flanagan kam erstmals 1962 in zwei Tests gegen Frankreich international zum Einsatz; davon je einer für England und Großbritannien. Für Großbritannien wurde er bei drei The Ashes gegen Australien eingesetzt; 1967 in England, sowie 1966 und 1970 bei britischen Touren durch Australasien. Auch gehörte er zum britischen Kader für den League-WM 1968. Insgesamt spielte er bis 1970 für Großbritannien 14-mal, sowie fünfmal gegen England.

## Ehrungen
Nach seinem Tod fanden sich zahlreiche ehemalige Spieler seiner beiden Profi-Clubs zusammen, um durch Freundschaftsspielen zu seinen Ehren Geld für ein Denkmal zu seinen Ehren zu sammeln; 2009 fand bereits das dritte jährliche Spiel der Flash Flanagan Memorial Trophy zu diesem Zweck statt.